# Mahmud Mujtar
Mahmud Mujtar (en árabe: محمود مختار‎, 10 de mayo de 1891, Nesha, 28 de marzo de 1934 en El Cairo), fue un escultor egipcio. A pesar de su temprana muerte, tuvo mucha influencia en la escultura del Egipto moderno, se le considera el padre de la escultura moderna egipcia.

## Datos biográficos
Mujtar nació en la pequeña aldea de Nesha en el Delta del Nilo y se trasladó en 1908 a El Cairo. Allí fue alumno de la de la recién inaugurada escuela de arte, la Escuela de Bellas Artes del príncipe Youssef Kamal . 
En 1914 concluyó sus estudios en El Cairo y recibió una beca para estudiar en París, en la Ecole des Beaux-Arts. En Francia, primero es influido por las obras de Rodin, por el que sentiría admiración y afecto durante toda su vida. Durante su estancia en París se hizo amigo de los miembros del Partido Wafd y visitó al jefe del Movimiento de Liberación Nacional, Saad Zaghloul . Este le sirvió de inspiración para crear un monumento en el que incorporar la idea de esfuerzo y lucha por la independencia de Egipto. Propuso entonces la creación del imponente monumento , que se convertiría en la obra más famosa del escultor : "Despertar o Renacimiento de Egipto" (Misr Nahdit). En su realización trabajó durante más de 10 años ( 1919 - 1928 ) y es una obra maestra del arte nacional egipcio.
Regresó de París en el año 1921. 
Esta obra fue dada a conocer en 1928 en la plaza Ramsés y hoy se encuentra en un parque junto al puente de la Universidad de El Cairo. 
Mujtar, que alcanzó notoriedad tanto en París como en El Cairo , creó también dos estatuas monumentales del político egipcio Saad Zaghlul Pachá (una en Alejandría y otra en El Cairo). Otras esculturas famosas de su mano son "El Guardián Secreto", "Isis", "La novia del Nilo"  y "Chamasin".
El busto y la máscara mortuoria de Mahmud Mujtar que se encuentran en el museo de Arte Moderno fueron realizadas en 1935 por el escultor Anton Haggar (1893-1962) .

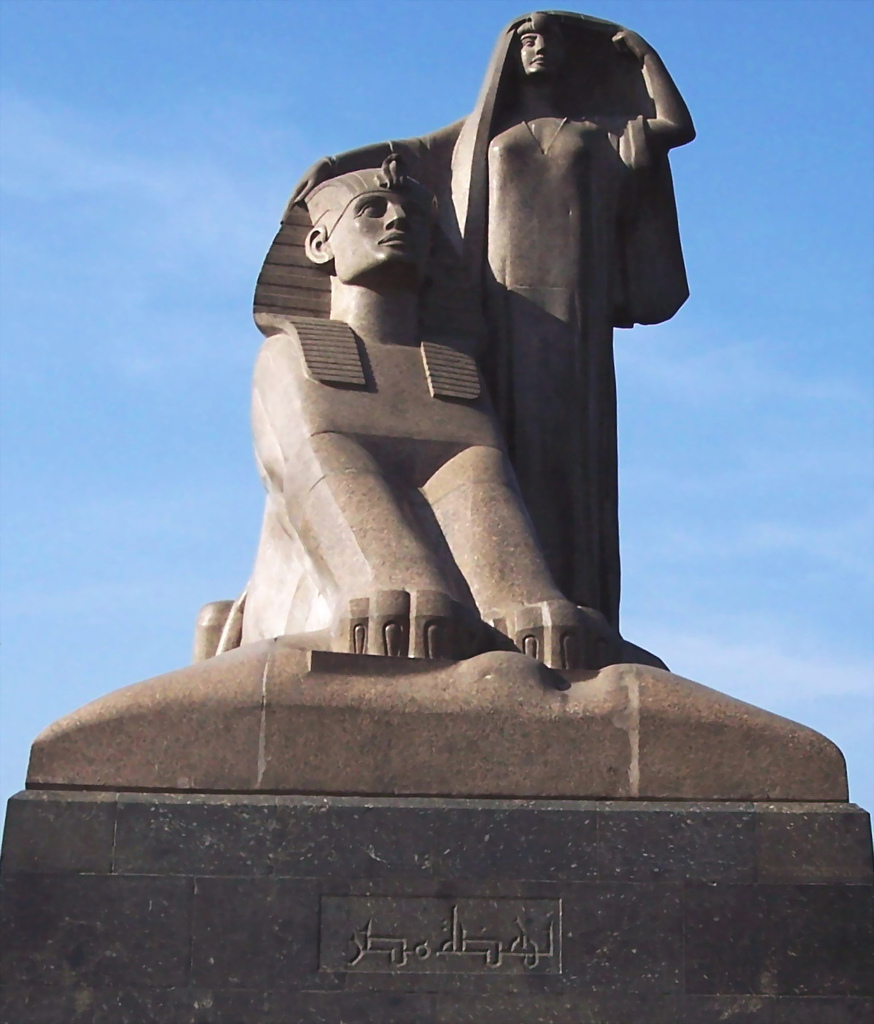
"Renacimiento de Egipto" o Nahdit Misr, en El Cairo

## Obras
Entre las mejores y más conocidas obras de Mahmud Mujta se incluyen las siguientes:
- "Renacimiento de Egipto" o Nahdit Misr , 1928 , junto al puente de la Universidad de El Cairo. En la misma avenida que el Zoológico de Guiza.
- dos estatuas monumentales de Saad Zaghlul Pachá (una en Alejandría y otra en El Cairo)

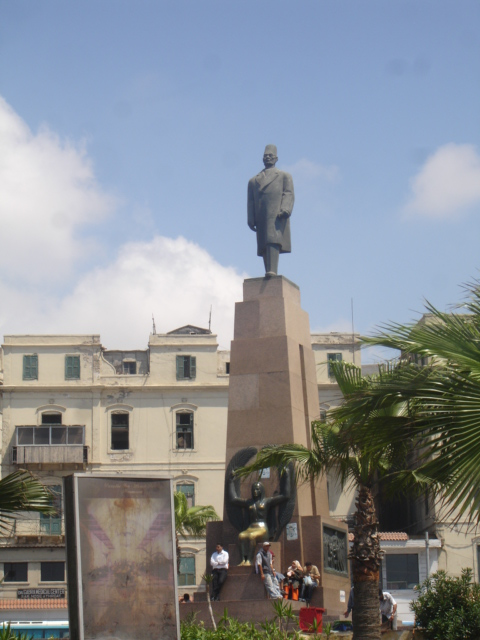
Monumento a Saad Zaghlul Pachá en Alejandría
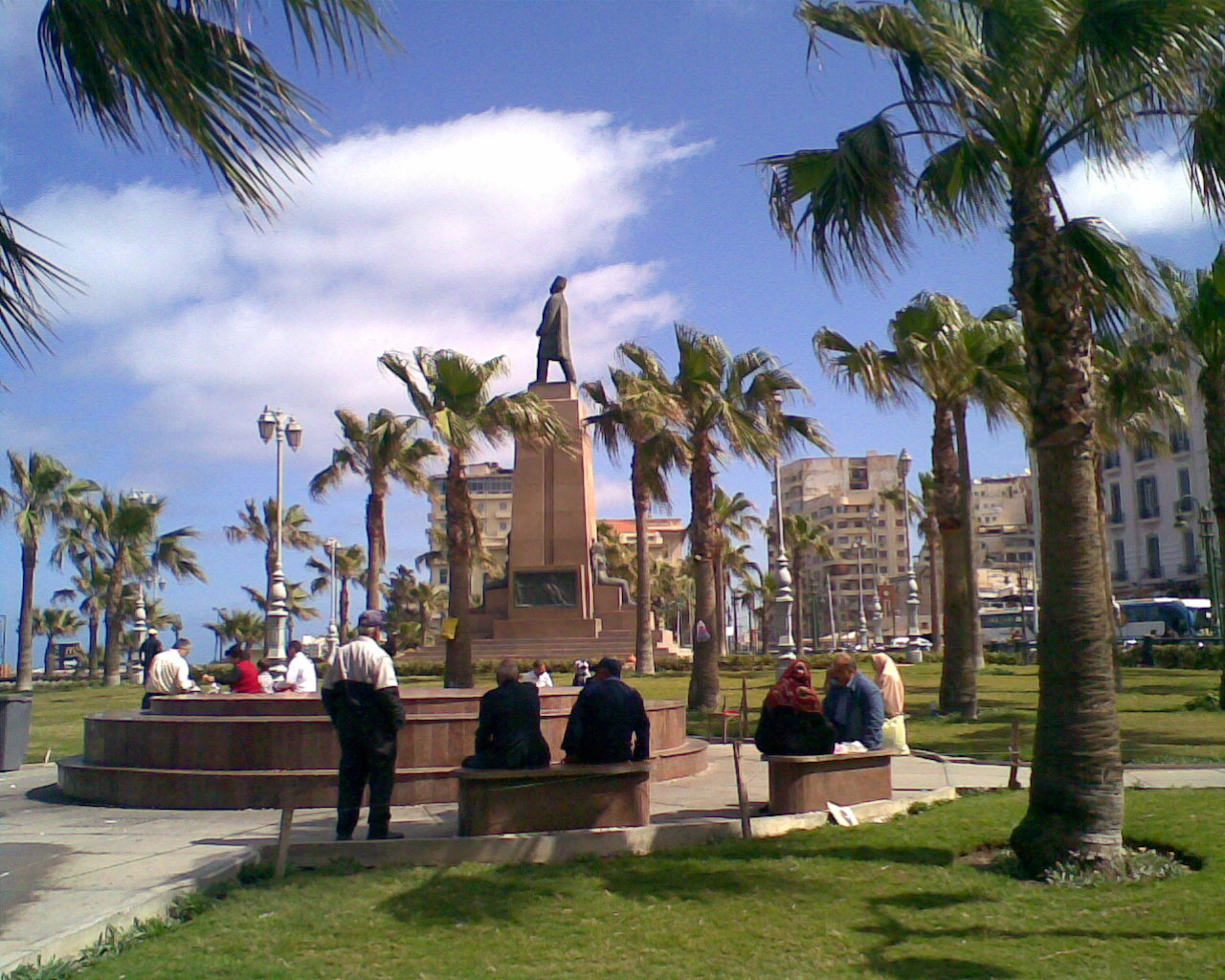
Vista general de la Plaza Saad Zaghlul Pachá en Alejandría

(pinchar sobre la imagen para agrandar) 
- "El Guardián Secreto"
- "Isis"
- "La novia del Nilo"
- "Khamasin".

La mayoría de las obras de Mukhtar se encuentran reproducidas en bronce en el Museo Egipcio de Arte Moderno , inaugurado en 1962 o en el Museo Mahmud Mujtar, ambos en la isla Gezira de El Cairo. Allí también se erigió un mausoleo en el que el artista sepultado.
La Facultad de Ciencias de Alejandría 31°11′17″N 29°54′52″E / 31.18806, 29.91444, lleva el nombre Mahmud Mujtar como homenaje al escultor.